# Правила предупреждения столкновений судов в море
(Междунаро́дные) Пра́вила предупрежде́ния столкнове́ний судо́в в мо́ре /ППСС, МППСС, МППСС-72/ (англ. International Rules for Preventing Collision at Sea, en:COLREGS) — универсальный международный договор (конвенция), участниками которого являются 153 государства. Конвенция призвана унифицировать правила предотвращения столкновения судов в море.

## Создание
Действующие Международные Правила 1972 года (МППСС-72) являются приложением к «Конвенции о Международных правилах предупреждения столкновений судов в море», принятой в 1972 году в Лондоне на Международной конференции. Первоначально Правила были составлены на английском и французском языках, причём оба экземпляра являлись одинаково аутентичными. Одновременно с этим были подготовлены официальные переводы Правил на русский и испанский языки.
Конвенция о МППСС вступила в силу 15 июля 1977 года. Изменения в МППСС-72 вносились в 1981, 1987, 1989, 1993, 2001 и 2007 годах.

## Применение
Правила ПСС, принятые до 1974 года, носили лишь рекомендательный характер, исполнение же МППСС-72 является обязательным на основании международного соглашения. Согласно Правилу 2, ничто в МППСС не может освободить ни судно, ни его владельца, ни капитана, ни экипаж от ответственности за последствия, которые могут произойти от невыполнения МППСС-72. Опасности плавания и столкновения при особых обстоятельствах (включая особенности самих судов) могут вызвать необходимость отступить от МППСС для избежания непосредственной опасности. Правила применяются только в случаях, когда возникает опасность столкновения. Если же суда находятся на виду друг у друга и следуют такими курсами и с такими скоростями, что это не создаёт угрозу движению или опасность столкновения, правила не используются.
МППСС распространяются на все суда в открытом море и соединённых с ним водах, по которым могут плавать морские суда. Однако, соответствующие власти прибрежного государства вправе устанавливать особые правила плавания во внутренних водах (как например ППВВП в России), но международная конвенция гласит, что они должны быть приближены к МППСС насколько это возможно. Таким образом знание МППСС является необходимым для судоводителя.

## Структура МППСС-72
МППСС-72 состоят из шести частей и четырёх приложений:
- Часть A — Общие положения (правила 1-3). В части определяется область действия МППСС и вводятся основные определения;
- Часть B — Правила плавания и маневрирования (правила 4-19 разделённые на 3 раздела). В части вводятся регламенты на порядок плавания и маневрирования в различных условиях видимости, в том числе выполнение типовых манёвров расхождения, обгона, сближения, пересечения курса, плавание в узкостях и т. д.;
- Часть C — Огни и знаки (правила 20-31). В части определяются порядок размещения на судне огней и знаков и правила пользования ими;
- Часть D — Звуковые и световые сигналы (правила 32-37). В части устанавливаются регламенты на оснащение судов звуковыми и световыми сигналами и порядок подачи их в зависимости от ситуации;
- Часть E — Изъятия (правило 38). В части приводятся правила, касаемые судов, построенных до 1977 года;
- Часть F — Проверка соответствия положениям Конвенции (вступила в силу с 1 января 2016 года, Резолюция А.1085(28) (правила 39—41)'''
- Приложение I — Расположение и технические характеристики огней и знаков;
- Приложение II — Дополнительные сигналы для рыболовных судов, занятых ловом рыбы вблизи друг c другом;
- Приложение III — Технические характеристики звукосигнальных устройств;
- Приложение IV — Сигналы бедствия.